# De leurs propres ailes (film, 2012)
Pour les articles homonymes, voir Won't Back Down.
 (mars 2017).
Si vous disposez d'ouvrages ou d'articles de référence ou si vous connaissez des sites web de qualité traitant du thème abordé ici, merci de compléter l'article en donnant les références utiles à sa vérifiabilité et en les liant à la section « Notes et références ».
Pour plus de détails, voir Fiche technique et Distribution.
De leurs propres ailes (Won't Back Down) ou On ne cédera pas au Québec est un film américain de Daniel Barnz, sorti en 2012.

## Synopsis
Seuls contre tous une mère et une enseignante décide de s'unir pour changer le quotidien de leurs enfants à l'école. Un combat journalier s'engage. Professeurs et élèves veulent restaurer les valeurs de l'école et de l'enseignement face à une bureaucratie puissante et superflue mais totalement démissionnaire. Il est temps pour les deux femmes de prendre des risques et d'engager le combat pour l'avenir des leurs enfants.

## Fiche technique
- Titre original : Won't Back Down
- Titre français : De leurs propres ailes
- Titre québécois : On ne cédera pas
- Réalisation : Daniel Barnz
- Scénario : Daniel Barnz et Brin Hill
- Production : Mark Johnson
- Pays de production :  États-Unis
- Langue originale : anglais
- Genre : Drame
- Dates de sortie : 
  - États-Unis : 28 septembre 2012
  - France : 24 janvier 2017 (vidéo)

## Distribution
- Maggie Gyllenhaal (VQ : Éveline Gélinas) : Jaime Fitzpatrick
- Viola Davis (VQ : Johanne Garneau) : Nona Alberts
- Holly Hunter (VQ : Lisette Dufour) : Evelyne Riske

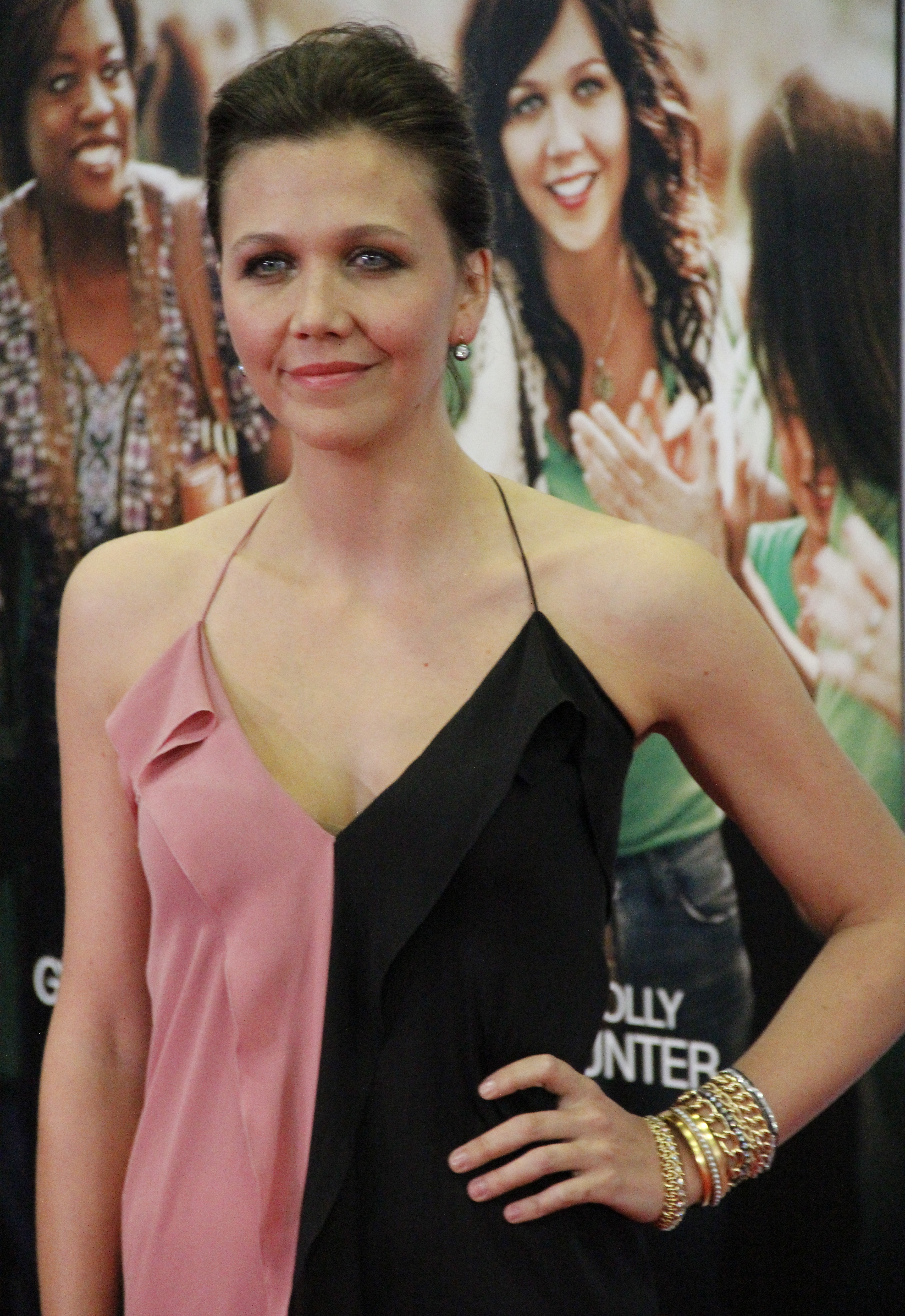
L'actrice Maggie Gyllenhaal à la première new-yorkaise du film, en septembre 2012.

- Oscar Isaac (VQ : Nicolas Charbonneaux-Collombet) : Michael Perry
- Rosie Perez : Brenna Harper
- Ving Rhames (VQ : Manuel Tadros) : Le principal Thompson
- Lance Reddick : Charles Alberts
- Marianne Jean-Baptiste : Olivia Lopez
- Bill Nunn : Le principal Holland
- Emily Alyn Lind : Malia Fitzpatrick
- Dante Brown : Cody Alberts
- Liza Colón-Zayas : Yvonne
- Ned Eisenberg : Arthur Gould

 Source et légende : version québécoise (VQ) sur Doublage.qc.ca